# Cerambycinae
De Cerambycinae vormen een onderfamilie van kevers uit de familie van de boktorren (Cerambycidae).

## Geslachten
De Cerambycinae omvatten de volgende geslachten:
- Abacoclytus Pesarini & Sabbadini, 1997
- Abaiba Martins & Napp, 2007
- Abyarachryson Martins, 2002
- Acabyara Napp & Martins, 2006
- Acangarana Nascimento & Bravo, 2018[1]
- Acangassu Galileo & Martins, 2001
- Acanthoibidion Lane, 1959
- Acanthonessa Napp & Martins, 1982
- Acanthoptera Perty, 1832
- Acatinga Santos-Silva, Martins & Clarke, 2010
- Achenoderus Napp, 1979
- Achryson Audinet-Serville, 1833
- Acoremia Kolbe, 1893
- Acorethra Bates, 1873
- Acrocyrta Pascoe, 1857
- Acrocyrtidus Jordan, 1894
- Acrogenoides McKeown, 1945
- Acruspex Martins, 1976
- Acutelinopteridius Breuning & Villiers, 1958
- Acuticeresium Villiers, 1970
- Acyphoderes Audinet-Serville, 1833
- Adalbus Fairmaire & Germain, 1859
- Addoeme Adlbauer, 1998
- Adiposphaerion Martins & Napp, 1992
- Adrium Pascoe, 1866
- Aechmutes Bates, 1867
- Aegoidus Buquet, 1838
- Aeolesthes Gahan, 1890
- Aesiotyche Pascoe, 1865
- Aethecerinus Fall & Cockerell, 1907
- Aetheibidion Martins, 1968
- Aethiora Pascoe, 1865
- Afghanicenus Heyrovský, 1941
- Africophanes Sama, 1991
- Afroeme Adlbauer, 2005
- Afromethia Adlbauer, 2000
- Afromolorchus Tippmann, 1959
- Afronoserius Sama, 2008
- Afrosmodicum Martins, 1975
- Agada Fairmaire, 1892
- Agaleptoides Lepesme, 1956
- Agaleptus Gahan, 1904
- Agallissus Dalman, 1823
- Aganipus Fairmaire, 1893
- Agaone Pascoe, 1859
- Agapanthida White, 1846
- Aglaoschema Napp, 1994
- Agnitosternum Jordan, 1894
- Aguassay Napp & Mermudes, 2001
- Akiptera Saunders, 1850
- Alanizus Di Iorio, 2003
- Alastos Napp & Martins, 1982
- Alcyopis Pascoe, 1866
- Aleiphaquilon Martins, 1970
- Alicianella Noguera, 2006
- Alienosternus Martins, 1976
- Alienus Galileo & Martins, 2010
- Allocerus Lacordaire, 1830
- Allodemus Zajciw, 1962
- Allodissus Schwarzer, 1926
- Alloesia Chevrolat, 1862
- Allogaster Thomson, 1864
- Allopeba Napp & Reynaud, 1999
- Allopeplus Zajciw, 1961
- Allotraeus Bates, 1887
- Amamiclytus Ohbayashi, 1964
- Amannus LeConte, 1858
- Amarysius Fairmaire, 1888
- Ambagous Fairmaire, 1896
- Ambeodontus Lacordaire, 1869
- Amblyontium Bates, 1879
- Ambonus Gistel, 1848
- Amborotragus Clarke, 2013
- Amethysphaerion Martins & Monné, 1975
- Amimes Pascoe, 1862
- Amoaba Napp & Martins, 2006
- Amorupi Martins, 2005
- Amphelictus Bates, 1884
- Amphelissoeme Martins, 1981
- Amphidesmus Audinet-Serville, 1834
- Amphionthe Bates, 1879
- Amphirhoe Newman, 1840
- Amplilygrus Adlbauer, 2004
- Amyipunga Martins & Galileo, 2011
- Anaglyptus Mulsant, 1839
- Anama Martins, 2005
- Anarchambyx Sama, 2007
- Anastetha Pascoe, 1866
- Anatinomma Bates, 1892
- Anatolobrium Adlbauer, 2004
- Ancylocera Audinet-Serville, 1834
- Ancylodonta Blanchard in Gay, 1851
- Ancylosternus Dupont in Audinet-Serville, 1834
- Andrachydes Hüdepohl, 1985
- Andraegoidus Aurivillius, 1920
- Androeme Aurivillius, 1910
- Aneflomorpha Casey, 1912
- Aneflus LeConte, 1873
- Anelaphus Linsley, 1936
- Anencyrus Sharp, 1886
- Aneuthetochorus Martins, 1968
- Anexamita Schmidt, 1922
- Anisoceraea Schmidt, 1922
- Anisogaster Deyrolle, 1863
- Anisotyma Napp & Monné, 2009
- Anomalotragus Clarke, 2010
- Anomoderus Fairmaire, 1871
- Anopliomorpha Linsley, 1936
- Anoplistes Audinet-Serville, 1833
- Anoplocurius Fisher, 1920
- Anoplomerus Guérin-Méneville, 1844
- Antennoeme Hintz, 1911
- Antennommata Clarke, 2010
- Anthoboscus Chevrolat, 1860
- Anthribatus Fairmaire, 1896
- Anubis Thomson, 1864
- Aphanasium Dejean, 1835
- Aphanosperma Britton, 1969
- Aphatum Bates, 1870
- Aphelogaster Kolbe, 1894
- Aphneope Pascoe, 1863
- Aphoplistus Murray, 1870
- Aphrodisium Thomson, 1864
- Aphylax Lacordaire, 1869
- Aphysotes Bates, 1885
- Apiogaster Perroud, 1855
- Apoclausirion Martins & Napp, 1992
- Aponoeme Martins, 1985
- Aposites Pascoe, 1865
- Aposphaerion Bates, 1870
- Apostropha Bates, 1873
- Appula Thomson, 1864
- Aprosictus Pascoe, 1866
- Apyrauna Martins, 2005
- Aquinillum Thomson, 1878
- Araeotis Bates, 1867
- Araespor Thomson, 1878
- Arawakia Villiers, 1981
- Arcucornus Scambler, 1997
- Argentinoeme Bruch, 1911
- Argyrodines Bates, 1867
- Aridaeus Thomson, 1861
- Aristobrium Thomson, 1878
- Aristogitus Thomson, 1864
- Armylaena Thomson, 1878
- Aromia Audinet-Serville, 1833
- Aromiella Podaný, 1971
- Arrhythmus Waterhouse, 1878
- Artimpaza Thomson, 1864
- Aruama Martins & Napp, 2007
- Asmedia Pascoe, 1866
- Asperidorsus Adlbauer, 2007
- Aspitus Kolbe, 1893
- Assycuera Napp & Monné M. L., 2001
- Astetholea Bates, 1874
- Astetholida Broun, 1880
- Astromula Chemsak & Linsley, 1965
- Asynapteron Martins, 1970
- Atenizus Bates, 1867
- Atesta Pascoe, 1866
- Atharsus Bates, 1867
- Athetesis Bates, 1870
- Atiaia Martins & Monné, 2002
- Atylostagma White, 1853
- Aureoglaucytes Breuning, 1970
- Austranoplium Chemsak & Linsley, 1963
- Austroeme Martins, Chemsak & Linsley, 1966
- Austronecydalopsis Barriga & Cepeda, 2007
- Austrophanes Chemsak & Linsley, 1963
- Auxesis Thomson, 1858
- Axestoleus Bates, 1892
- Axinopalpis Dejean, 1835
- Ayriclytus Martins & Galileo, 2011
- Bardistus Newman, 1841
- Basiptera Thomson, 1864
- Batus Thunberg, 1822
- Batyle Thomson, 1864
- Bebius Pascoe, 1865
- Becvarium Holzschuh, 2011
- Beraba Martins, 1997
- Berndgerdia Holzschuh, 1982
- Bernhardius Holzschuh, 2009
- Bethelium Pascoe, 1866
- Bicon Pascoe, 1866
- Bimia White, 1850
- Bixorestes Pascoe, 1867
- Bolbotritus Bates, 1871
- Bolivarita Escalera, 1914
- Bomaribidion Martins, 1962
- Bomarion Gounelle, 1909
- Bonfilsia Villiers, 1979
- Borneochroma Vives, Bentanachs & Chew, 2008
- Borneoclytus Dauber, 2006
- Bornesalpinia Vives, 2010
- Bostrychopsebium Quentin & Villiers, 1971
- Bothriospila Aurivillius, 1923
- Bothrocerambyx Schwarzer, 1929
- Bottegia Gestro, 1895
- Bouakea Adlbauer, 2003
- Brachopsis Saunders, 1850
- Brachyclytus Kraatz, 1879
- Brachyhospes Juhel & Bentanachs, 2012
- Brachylophora Clarke, 2011
- Brachypteroma Heyden, 1863
- Brachysarthron Thomson, 1864
- Brachytria Newman, 1840
- Bradycnemis Waterhouse, 1877
- Brechmoidion Martins, 1969
- Brevechelidonium Vives, Bentanachs & Chew, 2009
- Brittonella Fisher, 1932
- Bromiades Thomson, 1864
- Brothylus LeConte, 1859
- Brototyche Pascoe, 1867
- Brounopsis Blair, 1937
- Butherium Bates, 1870
- Cacodrotus Broun, 1893
- Cacophrissus Bates, 1885
- Caediscum Lefkovitch, 1962
- Calanthemis Thomson, 1864
- Calaphneope Vives & al., 2011
- Calchaenesthes Kraatz, 1863
- Callancyla Aurivillius, 1912
- Callichroma Latreille, 1817
- Callichromopsis Chevrolat, 1863
- Calliclytus Fisher, 1932
- Callideriphus Blanchard in Gay, 1851
- Callidiellum Linsley, 1940
- Callidiopis Thomson, 1864
- Callidium Fabricius, 1775
- Callidium Fabricius, 1775
- Callimoxys Kraatz, 1863
- Callimus Mulsant, 1846
- Calliprason White, 1843
- Callixanthospila Adlbauer, 2000
- Calloides LeConte, 1873
- Callona Waterhouse, 1840
- Calobrium Fairmaire, 1903
- Calocerambyx Heller, 1905
- Calpazia Pascoe, 1857
- Calybistum Thomson, 1878
- Calycibidion Martins, 1971
- Calydon Thomson, 1864
- Camelocerambyx Pic, 1922
- Capederces Adlbauer, 2001
- Capegaster Adlbauer, 2006
- Capepsebium Adlbauer, 2000
- Caperonotus Napp, 1993
- Capezoum Adlbauer, 2003
- Capobrium Adlbauer, 2006
- Capoeme Adlbauer, 2008
- Caprischasia Clarke, 2013
- Carenoptomerus Tavakilian & Peñaherrera, 2003
- Caribbomerus Vitali & Rezbanyai-Reser, 2003
- Carinoclytus Aurivillius, 1912
- Cataphrodisium Aurivillius, 1907
- Catoeme Aurivillius, 1908
- Catoptronotum Zajciw, 1959
- Catorthontus Waterhouse, 1880
- Cecaibidion Galileo & Martins, 2001
- Centrocerum Chevrolat, 1861
- Centrotoclytus Motschulsky, 1863
- Cephalizus Schmidt, 1922
- Cephaloplon Martins & Napp, 1986
- Ceragenia Audinet-Serville, 1834
- Ceralocyna Viana, 1971
- Ceralomus Sharp, 1886
- Cerambyx Linné, 1758
- Cerambyx Linné, 1758
- Cerasphorus Audinet-Serville, 1834
- Cercoptera Spinola, 1839
- Cerdaia Monné, 2006
- Ceresiella Holzschuh, 1995
- Ceresium Newman, 1842
- Certallum Dejean, 1821
- Cervilissa Monné M. A. & Monné M. L., 2000
- Cetimaique Martins & Galileo, 2000
- Cetimaju Galileo & Martins, 2007
- Cevaeria Tavakilian, 2004
- Ceylanoglaucytes Breuning, 1970
- Chaetosopus Napp & Martins, 1988
- Championa Bates, 1880
- Chaodalis Pascoe, 1865
- Charassonotus Quentin & Villiers, 1969
- Chariergodes Zajciw, 1963
- Chariergus White, 1855
- Charinotes Dupont in Audinet-Serville, 1834
- Chasmogaster Quentin & Villiers, 1969
- Cheilacanthus Quentin & Villiers, 1969
- Chelidonium Thomson, 1864
- Chemsakia Linsley, 1967
- Chemsakiella Monné, 2006
- Chenoderus Fairmaire & Germain, 1859
- Chevrolatella Zajciw, 1969
- Chewchroma Bentanachs & Vives, 2009
- Chinobrium Gressitt, 1937
- Chlidones Waterhouse, 1879
- Chlorethe Bates, 1867
- Chlorida Audinet-Serville, 1834
- Chloridolum Thomson, 1864
- Chlorophorus Chevrolat, 1863
- Chlorotherion Zajciw, 1962
- Chorothyse Pascoe, 1867
- Chromacilla Schmidt, 1922
- Chromalizus Schmidt, 1922
- Chromoeme Chemsak & Linsley, 1967
- Chrotoma Casey, 1891
- Chrysaethe Bates, 1873
- Chrysommata Peñaherrera & Tavakilian, 2003
- Chrysoprasis Audinet-Serville, 1834
- Chydarteres Hüdepohl, 1985
- Cicatrion Martins, 1970
- Cicatrizocera Martins, 1976
- Cidugala Aurivillius, 1908
- Cilioeme Adlbauer, 2006
- Cilium Fairmaire, 1898
- Citriphaga Lea, 1919
- Clausirion Martins & Napp, 1982
- Clavobrium Adlbauer, 2008
- Clavomela Adlbauer, 2000
- Cleistimum Thomson, 1878
- Cleomenes Thomson, 1864
- Clepitoides Clarke, 2009
- Cleptopsebium Quentin & Villiers, 1971
- Cleroclytus Kraatz, 1884
- Cloniophorus Quedenfeldt, 1882
- Closteromerus Dejean, 1835
- Closteropus Guérin-Méneville, 1844
- Clytellus Westwood, 1853
- Clytobius Gressitt, 1951
- Clytocera Gahan, 1906
- Clytoderus Linsley, 1935
- Clytoleptus Casey, 1912
- Clytopsis Casey, 1912
- Clytosaurus Thomson, 1864
- Clytus Laicharting, 1784
- Cnemidochroma Schmidt, 1924
- Coccoderus Buquet, 1840
- Coccothorax Aurivillius, 1917
- Coelodon Audinet-Serville, 1832
- Coelodoniella Adlbauer, 2005
- Coeruleoglaucytes Breuning & Villiers, 1968
- Coleocoptus Aurivillius, 1893
- Coleomethia Linsley, 1940
- Coleoxestia Aurivillius, 1912
- Coleroidion Martins, 1969
- Collyrodes Pascoe, 1859
- Colobizus Schmidt, 1922
- Colynthaea Thomson, 1878
- Compsa Perty, 1832
- Compsibidion Thomson, 1864
- Compsoceridius Bruch, 1908
- Compsocerus Lacordaire, 1830
- Compsomera White, 1853
- Compsopyris Dalens, Touroult & Tavakilian, 2010
- Comusia Thomson, 1864
- Conamblys Schmidt, 1922
- Coniolachnus Fairmaire, 1898
- Conobrium Aurivillius, 1927
- Conopogaster Fairmaire, 1899
- Conosphaeron Linsley, 1935
- Conoxillus Adlbauer, 2002
- Coptocercus Hope, 1841
- Coptoeme Aurivillius, 1904
- Coptomma Newman, 1840
- Corallancyla Tippmann, 1960
- Cordylomera Audinet-Serville, 1834
- Coremia Audinet-Serville, 1834
- Corimbion Martins, 1970
- Corioeme Adlbauer, 2006
- Corupella Martins & Napp, 2007
- Corynellus Bates, 1885
- Coscinedes Bates, 1885
- Cosmisoma Audinet-Serville, 1834
- Cosmisomopsis Zajciw, 1960
- Cosmocerus Guérin-Méneville, 1844
- Cosmoplatidius Gounelle, 1911
- Cosmoplatus Aurivillius, 1891
- Cotyachryson Martins, 2002
- Cotychroma Martins & Napp, 2005
- Cotyclytus Martins & Galileo, 2011
- Cotynessa Martins & Galileo, 2006
- Cotyperiboeum Galileo & Martins, 2010
- Crassichroma Vives, Bentanachs & Chew, 2009
- Cratericus Galileo & Martins, 2012
- Cremys Pascoe, 1864
- Crinarnoldius Lepesme & Breuning, 1957
- Criodion Audinet-Serville, 1833
- Crioprosopus Audinet-Serville, 1834
- Cristaphanes Vives, 2009
- Cristophyllarthrius Lepesme & Breuning, 1956
- Crossidius LeConte, 1851
- Crossomeles Chemsak & Noguera, 1995
- Crotchiella Israelson, 1985
- Cryptobias Audinet-Serville, 1834
- Ctenodes Olivier, 1808
- Ctenomaeus Schmidt, 1922
- Ctenoplon Martins, 1967
- Cupanoscelis Gounelle, 1909
- Curius Newman, 1840
- Curtomerus Stephens, 1839
- Cyanomethia Philips & Ivie, 1998
- Cyclocranium Poll, 1892
- Cycnidolon Thomson, 1864
- Cycnoderus Audinet-Serville, 1834
- Cylindobrium Adlbauer, 2012
- Cylindrommata Tippmann, 1960
- Cymaterus Pascoe, 1885
- Cyphosterna Chevrolat, 1862
- Cyriopalus Pascoe, 1866
- Cyrtoclytus Ganglbauer, 1882
- Cyrtophorus LeConte, 1850
- Daramus Fairmaire, 1892
- Dedya Lepesme & Breuning, 1955
- Deilus Audinet-Serville, 1834
- Dejanira Thomson, 1864
- Delagrangeus Pic, 1892
- Delemodacrys Martins & Napp, 1979
- Deltaspis Audinet-Serville, 1834
- Deltosoma Thomson, 1864
- Dembyckia Miroshnikov, 2013
- Demelius Waterhouse, 1874
- Demomisis Pascoe, 1867
- Demonax Thomson, 1861
- Dendrides Dillon & Dillon, 1952
- Denticerus Jordan, 1894
- Derbidia Fairmaire, 1901
- Dere White, 1855
- Deretrachys Hüdepohl, 1985
- Derolus Gahan, 1891
- Derolydnus Hüdepohl, 1989
- Desmoderus Dupont in Audinet-Serville, 1834
- Dexithea Thomson, 1864
- Dialeges Pascoe, 1857
- Diaspila Jordan, 1903
- Diasporidion Martins, 1968
- Diastellopterus Thomson, 1858
- Diastrophosternus Gounelle, 1911
- Dicelosternus Gahan, 1900
- Dicentrus LeConte, 1880
- Dicranoderes Dupont, 1836
- Dictamnia Pascoe, 1869
- Dictator Thomson, 1878
- Didymocantha Newman, 1840
- Dihammaphora Chevrolat, 1859
- Dihammaphoroides Zajciw, 1967
- Dilachnus Fairmaire, 1896
- Dilocerus Napp, 1980
- Dioridium Zajciw, 1961
- Diorthus Gahan, 1891
- Diorus White, 1853
- Diosyris Pascoe, 1866
- Diotimana Hawkins, 1942
- Diphyrama Bates, 1872
- Diploschema Thomson, 1858
- Diplothorax Gressitt & Rondon, 1970
- Diptychoeme Aurivillius, 1915
- Diringsiella Martins & Galileo, 1991
- Dirocoremia Marques, 1994
- Disaulax Audinet-Serville, 1833
- Dissaporus Aurivillius, 1907
- Dissopachys Reitter, 1886
- Distichocera Kirby, 1818
- Djabiria Duvivier, 1891
- Dodecaibidion Martins, 1962
- Dodecocerus Dalens & Touroult, 2008
- Dodecosis Bates, 1867
- Dolichaspis Gahan, 1890
- Dolomius Fairmaire, 1903
- Dorcacerus Germar, 1824
- Dorjia Holzschuh, 1989
- Dragomiris Gounelle, 1913
- Dragoneutes Martins & Monné, 1980
- Drascalia Fairmaire & Germain, 1864
- Drototelus Broun, 1903
- Drychateres Hüdepohl, 1985
- Dryobius LeConte, 1850
- Dubianella Morati & Huet, 2004
- Dubiefostola Tavakilian & Monné, 1991
- Duffyia Quentin & Villiers, 1971
- Duffyoemida Martins, 1977
- Dundaia Holzschuh, 1993
- Dymasius Thomson, 1864
- Dymorphocosmisoma Pic, 1918
- Earinis Pascoe, 1864
- Eburella Monné & Martins, 1973
- Eburia Lacordaire, 1830
- Eburiaca Martins, 2000
- Eburilla Aurivillius, 1912
- Eburiola Thomson, 1864
- Eburiomorpha Fisher, 1935
- Eburodacrys White, 1853
- Eburodacrystola Melzer, 1928
- Eburophora White, 1855
- Eburostola Tippmann, 1960
- Eclipta Bates, 1873
- Ecliptoides Tavakilian & Peñaherrera, 2005
- Ecliptophanes Melzer, 1935
- Ecoporanga Napp & Martins, 2006
- Ectenessa Bates, 1885
- Ectenesseca Martins & Galileo, 2005
- Ectenessidia Gounelle, 1909
- Ectinope Pascoe, 1875
- Eduardiella Holzschuh, 1993
- Elaphidion Audinet-Serville, 1834
- Elaphidion Audinet-Serville, 1834
- Elaphidionopsis Linsley, 1936
- Elaphopsis Audinet-Serville, 1834
- Elatotrypes Fisher, 1919
- Eleanor Thomson, 1864
- Elegantometallyra Adlbauer, 2005
- Elegantozoum Adlbauer, 2004
- Eligmoderma Thomson, 1864
- Elongatomerionoeda Hayashi, 1977
- Elydnus Pascoe, 1869
- Elytroleptus Dugès, 1879
- Embrikstrandia Plavilstshikov, 1931
- Emenica Pascoe, 1875
- Enaphalodes Haldeman, 1847
- Enchoptera Saunders, 1850
- Engyum Thomson, 1864
- Enicoeme Aurivillius, 1915
- Enosmaeus Thomson, 1878
- Entetraommatus Fisher, 1940
- Entomosterna Chevrolat, 1862
- Eodalis Pascoe, 1869
- Epacroplon Martins, 1967
- Epania Pascoe, 1858
- Ephippiotragus Clarke, 2013
- Epianthe Pascoe, 1866
- Epiclytus Gressitt, 1935
- Epimelitta Bates, 1870
- Epipedocera Chevrolat, 1863
- Epipodocarpus Bosq, 1951
- Epithora Pascoe, 1866
- Epropetes Bates, 1870
- Eriocharis Aurivillius, 1912
- Eriphosoma Melzer, 1922
- Eriphus Audinet-Serville, 1834
- Erlandia Aurivillius, 1904
- Eroschema Pascoe, 1859
- Erosida Thomson, 1861
- Eryphus Perty, 1832
- Erythresthes Thomson, 1864
- Erythrocalla Aurivillius, 1928
- Erythrochiton Zajciw, 1957
- Erythroclea Aurivillius, 1914
- Erythroplatys White, 1855
- Erythropterus Melzer, 1934
- Erythrus White, 1853
- Esseiachryson Martins, 2002
- Ethemon Thomson, 1864
- Ethioeme Adlbauer, 2008
- Ethiolygrus Adlbauer, 2008
- Etimasu Santos-Silva, Martins & Clarke, 2010
- Etiosaphanus Adlbauer, 1999
- Etymosphaerion Martins & Monné, 1975
- Eucharassus Bates, 1885
- Eucilmus Fairmaire, 1901
- Eucrossus LeConte, 1873
- Euderces LeConte, 1850
- Eudistenia Fall, 1907
- Eugoides Aurivillius, 1904
- Eulitoclonius Schmidt, 1923
- Eumichthus LeConte, 1873
- Eupempelus Bates, 1870
- Euporus Audinet-Serville, 1834
- Euryarthrum Blanchard, 1845
- Euryclelia Aurivillius, 1912
- Eurymerus Audinet-Serville, 1833
- Euryphagus Thomson, 1864
- Euryprosopus White, 1853
- Euryscelis Dejean, 1835
- Eurysthea Thomson, 1861
- Eusapia Gounelle, 1909
- Eustromula Cockerell, 1906
- Evgenius Fåhraeus, 1872
- Evgoa Fåhraeus, 1872
- Exaeretiformis McKeown, 1945
- Exallancyla Monné M. L. & Napp, 2000
- Examnes Pascoe, 1869
- Eximia Jordan, 1894
- Exoparyphus Schmidt, 1922
- Falsallophyton Lepesme, 1953
- Falsanoplistes Pic, 1915
- Falsobrium Pic, 1926
- Falsoibidion Pic, 1922
- Falsoxeanodera Pic, 1923
- Fehmii Özdikmen, 2006
- Formicomimus Aurivillius, 1897
- Fregolia Gounelle, 1911
- Frondipedia Martins & Napp, 1984
- Gabunsaphanidus Adlbauer, 2006
- Gahania Distant, 1907
- Galissus Dupont, 1840
- Gambria Chevrolat, 1862
- Ganosomus Fairmaire, 1901
- Garissa Quentin & Villiers, 1979
- Garnierius Adlbauer, 2001
- Gastrophacodes Lea, 1916
- Gastrosarus Bates, 1874
- Gauresthes Bates, 1889
- Gelonaetha Thomson, 1878
- Gennarus Adlbauer, 2008
- Georgiana Aurivillius, 1912
- Gerdberndia Holzschuh, 1982
- Geropa Casey, 1912
- Gestriana Podaný, 1971
- Gibbocerambyx Pic, 1923
- Giesberteclipta Santos-Silva, Bezark & Martins, 2012
- Giesbertella Chemsak & Hovore, 2010
- Giesbertia Chemsak & Linsley, 1984
- Gigantotrichoderes Tippmann, 1953
- Glaphyra Newman, 1840
- Glaucytes Thomson, 1858
- Glomibidion Napp & Martins, 1985
- Glycobius LeConte, 1873
- Glyptoceridion Martins, 1959
- Glyptoscapus Aurivillius, 1899
- Gnaphalodes Thomson, 1861
- Gnatholea Thomson, 1861
- Gnatholeophanes Kolbe, 1900
- Gnathopraxithea Campos-Seabra & Tavakilian, 1986
- Gnomibidion Martins, 1968
- Gnomidolon Thomson, 1864
- Gnomodes Broun, 1893
- Goatacara Napp & Martins, 2006
- Gonyacantha Thomson, 1857
- Gortonia Hovore, 1987
- Gorybia Pascoe, 1866
- Gounelloeme Monné & Martins, 1974
- Gourbeyrella Lane, 1959
- Gracilia Audinet-Serville, 1834
- Gracilichroma Vives, Bentanachs & Chew, 2008
- Graciliderolus Lepesme & Breuning, 1958
- Grammicosum Blanchard, 1847
- Grammographus Chevrolat, 1863
- Graphicoglaucytes Breuning, 1970
- Gressittichroma Vives, Bentanachs & Chew, 2009
- Griphapex Jordan, 1894
- Grupiara Martins & Santos-Silva, 2010
- Guerryus Pic, 1903
- Guitelia Oberthür, 1911
- Gurubira Napp & Marques, 1999
- Gymnopsyra Linsley, 1937
- Hadimus Fairmaire, 1889
- Hadroibidion Martins, 1967
- Hadromastix Schmidt, 1922
- Haenkea Tippmann, 1953
- Halme Pascoe, 1869
- Halmenida Pic, 1922
- Hamaticherus Audinet-Serville, 1834
- Haplidoeme Chemsak & Linsley, 1965
- Haplidus LeConte, 1873
- Haplopsebium Aurivillius, 1891
- Haruspex Thomson, 1864
- Hayashichroma Vives, Bentanachs & Chew, 2008
- Helenoglaucytes Breuning, 1970
- Helymaeus Thomson, 1864
- Hemadius Fairmaire, 1889
- Hemesthocera Newman, 1850
- Hemilissa Pascoe, 1858
- Hemilissopsis Lane, 1959
- Herozoum Thomson, 1878
- Hesperanoplium Linsley, 1957
- Hespereburia Tavakilian & Monné, 1991
- Hesperoclytus Holzschuh, 1986
- Hesperoferus Demelt, 1971
- Hesperophanes Dejean, 1835
- Hesperophanoschema Zajciw, 1970
- Hesperophymatus Zajciw, 1959
- Hesthesis Newman, 1840
- Heterachthes Newman, 1840
- Heteraneflus Chemsak & Linsley, 1963
- Heterocompsa Martins, 1965
- Heterops Blanchard, 1842
- Heterosaphanus Aurivillius, 1914
- Hexamitodera Heller, 1896
- Hexarrhopala Gahan, 1890
- Hexocycnidolon Martins, 1960
- Hexoplon Thomson, 1864
- Hirticlytus Ohbayashi, 1960
- Hirtobrasilianus Fragoso & Tavakilian, 1985
- Hoegea Bates, 1885
- Holangus Pic, 1902
- Hologaster Vinson, 1961
- Hololeprus Gerstaecker, 1884
- Holopleura LeConte, 1873
- Holorusius Fairmaire, 1898
- Holosphaga Aurivillius, 1916
- Homaemota Pascoe, 1865
- Homaloceraea Schmidt, 1922
- Homaloidion Martins, 1968
- Homalomelas White, 1855
- Homogenes Thomson in Chevrolat, 1862
- Hoplocerambyx Thomson, 1864
- Hoplogrammicosum Gounelle, 1913
- Hoplomeces Aurivillius, 1916
- Hormathus Gahan, 1890
- Hosmaeus Juhel, 2011
- Hospes Jordan, 1894
- Hovorea Chemsak & Noguera, 1995
- Hudepohlellus Chemsak & Hovore, 2010
- Huedepohliana Heffern, 2002
- Huequenia Cerda, 1986
- Hybodera LeConte, 1873
- Hybometopia Ganglbauer, 1889
- Hybunca Schmidt, 1922
- Hylorus Thomson, 1864
- Hylotrupes Audinet-Serville, 1834
- Hypargyra Gahan, 1890
- Hypatium Thomson, 1864
- Hypexilis Horn, 1885
- Hyphus Lacordaire, 1869
- Hypocrites Fåhraeus, 1872
- Hypoeschrus Thomson, 1864
- Hypomares Thomson, 1864
- Ibidionidum Gahan, 1894
- Icosium Lucas, 1854
- Ideratus Thomson, 1864
- Idiocalla Jordan, 1903
- Idiopsebium Quentin & Villiers, 1971
- Idobrium Kolbe, 1902
- Imbrius Pascoe, 1866
- Imerinus Gahan, 1890
- Iphra Pascoe, 1869
- Ipothalia Pascoe, 1867
- Iranobrium Villiers, 1967
- Iresioides Thomson, 1858
- Ironeus Bates, 1872
- Ischasia Thomson, 1864
- Ischasioides Tavakilian & Peñaherrera, 2003
- Ischionodonta Chevrolat, 1859
- Ischionorox Aurivillius, 1922
- Ischnauchen Scambler, 1993
- Ischnocnemis Thomson, 1864
- Ischnodora Chevrolat, 1863
- Ischnorrhabda Ganglbauer, 1890
- Ischnotes Newman, 1840
- Isosaphanodes Breuning, 1958
- Isosaphanus Hintz, 1913
- Isostenygra Martins & Galileo, 1999
- Isotomus Mulsant, 1862
- Isotrium Fairmaire, 1896
- Isthmiade Thomson, 1864
- Itaclytus Martins & Galileo, 2011
- Iuaca Galileo & Martins, 2000
- Iuati Martins & Galileo, 2010
- Iyanola Lingafelter & Ivie, 2013
- Jadotia Meunier, 2008
- Jampruca Napp & Martins, 1982
- Janidera Heffern, 2005
- Japonopsimus Matsushita, 1935
- Jebusaea Reiche, 1877
- Jendekia Holzschuh, 1993
- Jonthodes Audinet-Serville, 1833
- Jonthodina Achard, 1911
- Juiaparus Martins & Monné, 2002
- Jupoata Martins & Monné, 2002
- Kabatekiella Holzschuh, 2008
- Kalore Martins & Galileo, 2006
- Kazuoclytus Hayashi, 1968
- Kenyoeme Quentin & Villiers, 1979
- Khampaseuthia Holzschuh, 2009
- Knulliana Linsley, 1962
- Kolonibidion Martins, 2009
- Kunaibidion Giesbert, 1998
- Kunbir Lameere, 1890
- Kurarua Gressitt, 1936
- Lachnopterus Thomson, 1864
- Lacordairina Vives & al., 2011
- Laedorcari Santos-Silva, Clarke & Martins, 2011
- Lamproclytus Fisher, 1932
- Lampropterus Mulsant, 1862
- Lanephus Martins, 2005
- Laodemonax Gressitt & Rondon, 1970
- Laodora Pascoe, 1869
- Laopania Holzschuh, 2010
- Laosaphrodisium Bentanachs, 2012
- Laosobrium Holzschuh, 2007
- Lathusia Zajciw, 1959
- Lautarus Germain, 1901
- Leioderes Redtenbacher, 1845
- Lembu Galileo, Martins & Santos-Silva, 2014[2]
- Leptachrous Bates, 1874
- Leptepania Heller, 1924
- Leptochroma Vives, 2013
- Leptoeme Jordan, 1903
- Leptosiella Morati & Huet, 2004
- Leptoxenus Bates, 1877
- Leptura Linné, 1758
- Lianema Fall, 1907
- Libanoclytus Sama, Rapuzzi & Kairouz, 2010
- Liberedaxia Alten, Alten & Ramey, 2009
- Licracantha Lingafelter, 2011
- Limernaea Thomson, 1878
- Limozota Pascoe, 1866
- Linopodius Fairmaire, 1896
- Linopteridius Fairmaire, 1896
- Linopteropsis Breuning & Villiers, 1958
- Linsleychroma Giesbert, 1998
- Linsleyonides Skiles, 1985
- Linyra Fairmaire, 1898
- Lioderina Ganglbauer, 1886
- Liogramma Bates, 1874
- Liosteburia Tavakilian & Monné, 1991
- Liostola Zajciw, 1962
- Lissoeme Martins, Chemsak & Linsley, 1966
- Lissonomimus Viana & Martínez, 1992
- Lissonoschema Martins & Monné, 1978
- Lissonotus Dalman, 1817
- Lissonotypus Thomson, 1864
- Lissozodes Bates, 1870
- Listrocerum Chevrolat, 1855
- Listroptera Audinet-Serville, 1834
- Litomeces Murray, 1870
- Litopus Audinet-Serville, 1833
- Longelinopodius Breuning & Villiers, 1958
- Longipalpus Montrouzier, 1861
- Lophalia Casey, 1912
- Lophoschema Monné M. L., 2007
- lotisis Pascoe, 1866
- Lubosia Holzschuh, 2011
- Lucasianus Pic, 1891
- Luscosmodicum Martins, 1970
- Luteicenus Pic, 1922
- Luzonochroma Vives, 2012
- Lygesis Pascoe, 1864
- Lygrocharis Melzer, 1927
- Macellidiopygus Gounelle, 1913
- Macrambyx Fragoso, 1982
- Macroeme Aurivillius, 1893
- Macrones Newman, 1841
- Macropsebium Bates, 1878
- Macrosaspis Adlbauer, 2009
- Madecassometallyra Lepesme & Breuning, 1956
- Magaliella Galileo & Martins, 2008
- Malacopterus Audinet-Serville, 1833
- Malayanochroma Bentanachs & Drouin, 2013
- Malayanomolorchus Hayashi, 1979
- Mallocera Audinet-Serville, 1833
- Mallosoma Audinet-Serville, 1834
- Malobidion Schaeffer, 1908
- Maltheba Pascoe, 1871
- Mannophorus LeConte, 1854
- Marauna Martins & Galileo, 2006
- Margites Gahan, 1891
- Maripanus Germain, 1898
- Martinsellus Hüdepohl, 1985
- Martinsia Chemsak & Linsley, 1967
- Marupiara Martins & Galileo, 2006
- Mascarenobrium Vinson, 1961
- Massicus Pascoe, 1867
- Mattania Fairmaire, 1894
- Maublancia Lepesme & Breuning, 1956
- Maulia Blackburn, 1892
- Mauritiobrium Vinson, 1961
- Mecometopus Thomson, 1861
- Mecosaspis Thomson, 1864
- Mecynopus Erichson, 1842
- Megaceron Martins, 1969
- Megacheuma Mickel, 1919
- Megacoelus Lacordaire, 1869
- Megacyllene Casey, 1912
- Megaderus Dejean, 1821
- Meganeflus Linsley, 1961
- Meganoplium Linsley, 1940
- Megapedion Martins, 1968
- Megapsyrassa Linsley, 1961
- Megobrium LeConte, 1873
- Megosmidus Hovore, 1988
- Meiyingia Holzschuh, 2010
- Melathemma Bates, 1870
- Mephritus Pascoe, 1866
- Meriellum Linsley, 1957
- Meringodes Wappes & Lingafelter, 2011
- Merionoeda Pascoe, 1858
- Merionoedina Villiers, 1968
- Merionoedopsis Gounelle, 1911
- Merocoremia Marques, 1994
- Meryeurus Martins, 1998
- Metacopa Fairmaire, 1896
- Metacriodion Fragoso, 1970
- Metaleptus Bates, 1872
- Metallichroma Aurivillius, 1903
- Metalliglaucytes Breuning & Villiers, 1968
- Metalloeme Touroult, Dalens & Tavakilian, 2010
- Metallyra Thomson, 1864
- Metaphrenon Martins, 1975
- Methia Newman, 1842
- Methicula Chemsak & Linsley, 1971
- Methioeme Zajciw, 1963
- Methioides Chemsak & Linsley, 1967
- Metironeus Chemsak, 1991
- Metopocoilus Audinet-Serville, 1832
- Metopotylus Quedenfeldt, 1882
- Micrambyx Kolbe, 1893
- Micraneflus Linsley, 1957
- Micranoplium Linsley, 1957
- Microclytus LeConte, 1873
- Microdebilissa Pic, 1925
- Microderolus Aurivillius, 1925
- Microdymasius Pic, 1946
- Microibidion Martins, 1962
- Micromaeus Schmidt, 1922
- Micropelta Zajciw, 1961
- Micropsyrassa Linsley, 1961
- Migmocera Martins, 1976
- Migorybia Martins, 1985
- Millotsaphanidius Lepesme & Breuning, 1956
- Miltesthus Bates, 1872
- Mimochariergus Zajciw, 1960
- Mimochelidonium Bentanachs & Drouin, 2013
- Mimoeme Chemsak & Linsley, 1967
- Mimommata Peñaherrera & Tavakilian, 2003
- Mimonneticus Monné M. L. & Napp, 2000
- Mimosebasmia Pic, 1946
- Minibidion Martins, 1968
- Minipsyrassa Martins, 1974
- Minutius Fairmaire, 1896
- Mionochroma Schmidt, 1924
- Miriclytus Martins & Galileo, 2011
- Miroclytus Aurivillius, 1910
- Molitones Gounelle, 1913
- Molochrus Heller, 1924
- Molorchoepania Pic, 1949
- Molorchus Fabricius, 1793
- Mombasius Bates, 1879
- Monnechroma Napp & Martins, 2005
- Monnecles Napp & Santos, 1999
- Monneella Martins, 1985
- Monneellus Hüdepohl, 1985
- Monneus Magno, 2001
- Monoplia Newman, 1845
- Monzonia Giesbert, 1998
- Moratichroma Bentanachs, Morati & Vives, 2010
- Morettus Adlbauer, 2007
- Morphaneflus Martins & Napp, 1992
- Mourgliana Holzschuh, 1993
- Muscidora Thomson, 1864
- Muxbalia Giesbert & Chemsak, 1993
- Myacopterus Fairmaire, 1893
- Mydasta Pascoe, 1866
- Mygalobas Chevrolat, 1862
- Myrmeciocephalus Vives, 2012
- Myrmeocorus Martins, 1975
- Myrsellus McKeown, 1945
- Myrsinus Gahan, 1904
- Mystrosa Pascoe, 1864
- Mythodes Thomson, 1864
- Nadezhdiana Cherepanov, 1976
- Nadezhdiella Plavilstshikov, 1931
- Namiboeme Adlbauer, 2000
- Namibomeces Adlbauer, 2001
- Nastocerus Fairmaire, 1897
- Nathriobrium Hovore, 1980
- Nathrius Brèthes, 1916
- Neachryson Fisher, 1940
- Neaneflus Linsley, 1957
- Neclamia Lepesme & Breuning, 1952
- Necydalis Linné, 1758
- Necydalopsis Blanchard in Gay, 1851
- Necydalosaurus Tippmann, 1960
- Neholopterus Martins & Monné, 1998
- Nenenia Pascoe, 1886
- Neoachryson Monné M. L. & Monné M. A., 2004
- Neobethelium Blackburn, 1894
- Neocarolus Sama, 2008
- Neocerambyx Thomson, 1861
- Neochrysoprasis Franz, 1969
- Neoclosterus Heller, 1899
- Neoclytus Thomson, 1860
- Neocompsa Martins, 1965
- Neocoridolon Melzer, 1930
- Neocorus Thomson, 1864
- Neocrossidius Chemsak, 1959
- Neoctoplon Martins, 1969
- Neoeburia Galileo & Martins, 2006
- Neoeme Gounelle, 1909
- Neogalissus Monné & Martins, 1981
- Neognomidolon Martins, 1967
- Neoibidion Monné, 2012
- Neolygrus Martins, 1980
- Neomallocera Martins & Napp, 1992
- Neomarius Fairmaire, 1873
- Neomicrus Gahan, 1894
- Neoperiboeum Linsley, 1961
- Neophygopoda Melzer, 1933
- Neoplocaederus Sama, 1991
- Neopoeciloderma Monné & Martins, 1981
- Neopotiatuca Martins & Galileo, 2008
- Neoregostoma Monné & Giesbert, 1992
- Neorygocera Hedicke, 1923
- Neostenus Pascoe, 1857
- Neotaphos Fisher, 1936
- Neotaranomis Chemsak & Linsley, 1982
- Neotropidion Martins, 1968
- Neouracanthus McKeown, 1938
- Neozodes Zajciw, 1958
- Nephalioides Linsley, 1961
- Nephalius Newman, 1841
- Nephithea Pascoe, 1867
- Nesanoplium Chemsak, 1966
- Nesiosphaerion Martins & Napp, 1982
- Nesobrium Vinson, 1963
- Nesodes Linsley, 1935
- Nesoeme Linsley & Chemsak, 1966
- Nesophanes Chemsak, 1967
- Nesopsebium Fairmaire, 1894
- Nesosmodicum Martins, 1971
- Nida Pascoe, 1867
- Nidella Gressitt & Rondon, 1970
- Niisatochroma Vives & Bentanachs, 2010
- Niophis Bates, 1867
- Niraeus Newman, 1840
- Nisibistum Thomson, 1878
- Nitidobrium Adlbauer, 2009
- Noguerana Chemsak & Linsley, 1988
- Nortia Thomson, 1864
- Noserius Pascoe, 1857
- Nothoprodontia Monné M. A. & Monné M. L., 2004
- Nothopygus Lacordaire, 1869
- Notoceresium Blackburn, 1901
- Notosphaeridion Martins, 1960
- Novaeglaucytes Hayashi, 1961
- Nubosoplatus Swift, 2008
- Nungena McKeown, 1942
- Nyphasia Pascoe, 1867
- Nysina Gahan, 1906
- Nyssicostylus Melzer, 1923
- Nyssicus Pascoe, 1859
- Obrida White, 1846
- Obrioclytus Adlbauer, 2000
- Obrium Dejean, 1821
- Obscuropterus Adlbauer, 2003
- Ochimus Thomson, 1861
- Ochraethes Chevrolat, 1860
- Ochrocydus Pascoe, 1876
- Ochrodion Fragoso, 1982
- Ochrus Lacordaire, 1869
- Ochyra Pascoe, 1871
- Ocroeme Martins, Chemsak & Linsley, 1966
- Oculobrium Adlbauer, 2005
- Odontocera Audinet-Serville, 1833
- Odzala Villiers, 1968
- Oebarina Pascoe, 1866
- Oedenoderus Chevrolat, 1858
- Oeme Newman, 1840
- Oemida Gahan, 1904
- Oemodana Gahan, 1904
- Oemona Newman, 1840
- Oemophanes Adlbauer, 2001
- Oemospila Gahan, 1906
- Oihus Dillon & Dillon, 1952
- Olexandrella Zajciw, 1959
- Oligoenoplus Chevrolat, 1863
- Oligosmerus Kolbe, 1894
- Ommata White, 1855
- Ommidion Newman, 1840
- Omophoena Pascoe, 1864
- Omotes Newman, 1842
- Opacibidion Martins, 1968
- Opades Lacordaire, 1869
- Ophryops White, 1846
- Ophtalmibidion Martins, 1969
- Ophtalmoplon Martins, 1965
- Oplatocera White, 1853
- Opsibidion Martins, 1960
- Opsidota Pascoe, 1864
- Opsimus Mannerheim, 1843
- Optomerus Giesbert, 1996
- Oraphanes Chemsak & Linsley, 1984
- Oregostoma Audinet-Serville, 1833
- Orion Guérin-Méneville, 1844
- Ornistomus Thomson, 1864
- Ornithia Thomson, 1864
- Oroderes Saunders, 1850
- Orphnodula Schmidt, 1922
- Orthostoma Lacordaire, 1830
- Orwellion Skiles, 1985
- Osmidus LeConte, 1873
- Osmopleura Linsley, 1964
- Osphranteria Redtenbacher, 1850
- Ossibia Pascoe, 1867
- Otaromia Aurivillius, 1911
- Othnocerus Martins, 1976
- Oupyrrhidium Pic, 1900
- Oxilus Buquet, 1860
- Oxycauloeme Lepesme, 1948
- Oxycoleus Lacordaire, 1869
- Oxylopsebus Clarke, 2008
- Oxylymma Pascoe, 1859
- Oxymagis Pascoe, 1866
- Oxymerus Dupont in Audinet-Serville, 1834
- Oxyommata Zajciw, 1970
- Oxyprosopus Thomson, 1864
- Ozodera Dupont, 1840
- Ozodes Audinet-Serville, 1834
- Pacholatkoa Holzschuh, 1993
- Pachycytes Fairmaire, 1903
- Pachydissus Newman, 1838
- Pachylocerus Hope, 1834
- Pachymeces Juhel, 2012
- Pachymerola Bates, 1892
- Pachyteria Audinet-Serville, 1833
- Palaeotrachyderes Tippmann, 1960
- Palpibidion Martins & Galileo, 2003
- Pandrosos Bates, 1867
- Pantomallus Lacordaire, 1869
- Pantonyssus Bates, 1870
- Paphora Pascoe, 1866
- Parabatyle Casey, 1912
- Parabunothorax Pu, 1991
- Paracalybistum Lepesme, 1952
- Parachelidonium Vives, Bentanachs & Chew, 2008
- Paracleonice Breuning, 1970
- Paraclytus Bates, 1884
- Paracolobizus Juhel, 2011
- Paracompsa Martins, 2009
- Paracorupella Martins & Galileo, 2009
- Paracriodion Fragoso, 1982
- Paradistichocera Poll, 1887
- Paraeclipta Clarke, 2011
- Paraethecerus Bruch, 1926
- Paragortonia Chemsak & Noguera, 2001
- Paraguitelia Quentin & Villiers, 1971
- Paraholopterus Cerda & Cekalovic, 1986
- Parahyphus Gressitt, 1959
- Paraleptidea Gounelle, 1913
- Paraleptoeme Fuchs, 1971
- Paraliostola Tavakilian & Monné, 1991
- Paralissoeme Dalens & Touroult, 2011
- Paralygesis Vives & al., 2011
- Paramartinsia Martins & Galileo, 2005
- Paramimistena Fisher, 1940
- Paramombasius Fuchs, 1966
- Paramyrmecoclytus Breuning, 1970
- Parandraceps Giesbert, 1998
- Parandrocephalus Heller, 1916
- Paranomoderus Breuning, 1954
- Paranoplium Casey, 1924
- Paranyssicus Martins, 2005
- Parapantonyssus Galileo & Martins, 2010
- Paraphacodes Belon, 1902
- Paraphrodisium Bentanachs & Drouin, 2013
- Parasalpinia Hayashi, 1962
- Parasemnus Martins, 1998
- Paraskeletodes Aurivillius, 1927
- Parasphaerion Martins & Napp, 1992
- Parasphallenum Fragoso, 1982
- Parastizocera Linsley, 1961
- Paratemnopis Martins, 1978
- Paratessaropa Zajciw, 1957
- Paratesta Wang, 1993
- Parathetesis Linsley, 1961
- Paratiaia Dalens & Giuglaris, 2012
- Parauxesis Aurivillius, 1915
- Paraxylocrius Niisato, 2009
- Parelaphidion Skiles, 1985
- Parepimelitta Bruch, 1918
- Parevander Aurivillius, 1912
- Parischasia Tavakilian & Peñaherrera, 2005
- Paroeme Aurivillius, 1886
- Parommidion Martins, 1974
- Paromoeocerus Gounelle, 1910
- Paroxoplus Chemsak, 1959
- Parozodera Bruch, 1940
- Parozodes Aurivillius, 1897
- Parunxia Napp, 1977
- Pasiphyle Thomson, 1864
- Paulianometallyra Lepesme & Breuning, 1956
- Pavieia Brongniart, 1890
- Pectinocallimus Niisato, 1989
- Pectinopsebium Adlbauer & Bjørnstad, 2012
- Pelidnopedilon Schmidt, 1922
- Pelossus Thomson, 1864
- Pembius Quentin & Villiers, 1971
- Pempsamacra Newman, 1838
- Pempteurys Bates, 1885
- Penichroa Stephens, 1839
- Pentanodes Schaeffer, 1904
- Perarthrus LeConte, 1851
- Periboeum Thomson, 1864
- Perigracilia Linsley, 1942
- Perilasius Bates, 1880
- Perissomerus Gounelle, 1909
- Perissus Chevrolat, 1863
- Peruanus Tippmann, 1960
- Peyeremoceras Sama, 2009
- Phacodes Newman, 1840
- Phaedinus Dupont in Audinet-Serville, 1834
- Phalota Pascoe, 1863
- Phantazoderus Fairmaire & Germain, 1864
- Phantissus McKeown, 1940
- Pharcidodes Martins, 1976
- Phasganocnema Schmidt, 1922
- Phespia Bates, 1873
- Philematium Thomson, 1864
- Philomeces Kolbe, 1893
- Phimosia Bates, 1870
- Phlyctaenodes Newman, 1840
- Phocibidion Martins, 1968
- Phoenicus Lacordaire, 1869
- Phoenidnus Pascoe, 1866
- Phoracantha Newman, 1840
- Phrosyne Murray, 1870
- Phrynocris Bates, 1867
- Phrynoeme Martins, 1980
- Phygopoda Thomson, 1864
- Phygopoides Peñaherrera & Tavakilian, 2003
- Phyllarthrius Hope, 1843
- Phyllocnema Thomson, 1861
- Phyllocnemida Péringuey, 1899
- Phyllomaeus Schmidt, 1922
- Phymatioderus Blanchard, 1851
- Phymatodes Mulsant, 1839
- Phyodexia Pascoe, 1871
- Physocnemum Haldeman, 1847
- Phytrocaria Wang, 1996
- Piesarthrius Hope, 1835
- Piezarina Martins, 1976
- Piezasteria Martins, 1976
- Piezocera Audinet-Serville, 1834
- Piezogenista Martins, 1976
- Piezophidion Galileo & Martins, 1992
- Piezosecus Martins & Galileo, 2003
- Pilisphaerion Martins & Napp, 1992
- Pirangoclytus Martins & Galileo, 2011
- Piruapsis Galileo & Martins, 2007
- Placoclytus Chemsak & Linsley, 1974
- Placoeme Chemsak & Linsley, 1964
- Placoschema Chemsak & Hovore, 2010
- Placosternus Hopping, 1937
- Plagionotulus Jordan, 1894
- Plagionotus Mulsant, 1842
- Plagithmysus Motschulsky, 1845
- Platyarthron Guérin-Méneville, 1844
- Platycyrtidus Vives & Niisato, 2011
- Plectogaster Waterhouse, 1881
- Plectopsebium Boppe, 1915
- Plectrocerum Dejean, 1835
- Plectromerus Haldeman, 1847
- Pleiarthrocerus Bruch, 1914
- Plesioclytus Giesbert, 1993
- Pleuromenus Bates, 1872
- Plinthocoelium Schmidt, 1924
- Plionoma Casey, 1912
- Plocaederus Dejean, 1835
- Plutonesthes Thomson, 1864
- Pneumida Thomson, 1864
- Pnigomenus Bosq, 1951
- Podabrocephalus Pic, 1913
- Podanychroma Vives, Bentanachs & Chew, 2007
- Poecilium Fairmaire, 1864
- Poecilobrium Horn in LeConte & Horn, 1883
- Poeciloderma White, 1853
- Poecilomallus Bates, 1892
- Poecilopeplus Dejean, 1835
- Poeciloxestia Lane, 1965
- Polyphida Pascoe, 1869
- Polyphidiopsis Hayashi, 1979
- Polyschisis Audinet-Serville, 1833
- Polyzonus Dejean, 1835
- Porithea Pascoe, 1866
- Porithodes Aurivillius, 1912
- Potiaete Martins & Galileo, 2000
- Potiapua Napp & Monné, 2009
- Potiaxixa Martins & Monné, 2002
- Potisangaba Napp & Martins, 2009
- Praxithea Thomson, 1864
- Prionopsis Fairmaire, 1886
- Proagapete McKeown, 1945
- Procallimus Pic, 1907
- Procleomenes Gressitt & Rondon, 1970
- Prodontia Audinet-Serville, 1834
- Proeme Martins, 1978
- Proholopterus Monné, 2012
- Promeces Audinet-Serville, 1834
- Promecidus Fåhraeus, 1872
- Pronocera Motschulsky, 1859
- Pronoplon Martins, 1967
- Pronuba Thomson, 1861
- Prosemanotus Pic, 1933
- Prosopoeme Aurivillius, 1927
- Prosphilus Thomson, 1864
- Prosype Thomson, 1864
- Protaxis Gahan, 1906
- Prothema Pascoe, 1857
- Prothoracibidion Martins, 1960
- Protomallocera Martins & Napp, 1992
- Protosphaerion Gounelle, 1909
- Protuberonotum Barriga & Cepeda, 2004
- Psathyrioides Breuning & Villiers, 1958
- Psebena Gahan, 1902
- Psebium Pascoe, 1864
- Psephania Morati & Huet, 2004
- Pseudacorethra Tavakilian & Peñaherrera, 2007
- Pseudagaone Tippmann, 1960
- Pseuderos Lameere, 1893
- Pseudiphra Gressitt, 1935
- Pseudisthmiade Tavakilian & Peñaherrera, 2005
- Pseudobolivarita Sama & Orbach, 2003
- Pseudobottegia Duffy, 1955
- Pseudocallidium Plavilstshikov, 1934
- Pseudocephalus Newman, 1842
- Pseudoceresium Vives & al., 2011
- Pseudochelidonium Vives, Bentanachs & Chew, 2007
- Pseudocleomenes Hayashi, 1979
- Pseudocolynthaea Martins, 1976
- Pseudoculobrium Adlbauer, 2010
- Pseudodeltaspis Linsley, 1935
- Pseudodemonax Vives & Heffern, 2012
- Pseudoeriphus Zajciw, 1961
- Pseudoeuchitonia Bentanachs, Morati & Vives, 2010
- Pseudomallocera Zajciw, 1961
- Pseudomethia Linsley, 1937
- Pseudomyrmecion Bedel, 1885
- Pseudomythodes Pic, 1922
- Pseudopachydissus Pic, 1933
- Pseudoperiboeum Linsley, 1935
- Pseudophimosia Delfino, 1991
- Pseudophlyctaenodes Vives & al., 2011
- Pseudophygopoda Tavakilian & Peñaherrera, 2007
- Pseudopilema Linsley, 1940
- Pseudoplon Martins, 1971
- Pseudopolyzonus Bentanachs, 2012
- Pseudosemnus Broun, 1893
- Pseudosphegesthes Reitter, 1912
- Pseudossibia Adlbauer, 2005
- Pseudostenaspis Melzer, 1932
- Pseudothonalmus Guerrero, 2004
- Psilacestes Schmidt, 1922
- Psiloibidion Martins, 1968
- Psilomastix Schmidt, 1922
- Psilomerus Chevrolat, 1863
- Psilomorpha Saunders, 1850
- Psygmatocerus Perty, 1828
- Psylacrida Thomson, 1878
- Psyrassa Pascoe, 1866
- Psyrassaforma Chemsak, 1991
- Pteracantha Newman, 1838
- Pteroplatidius Linsley, 1961
- Pteroplatus Buquet, 1840
- Pteroptychus Aurivillius, 1912
- Ptycholaemus Chevrolat, 1858
- Pubescibidion Martins, 2009
- Pufujia Holzschuh, 1995
- Pulchroglaucytes Breuning & Villiers, 1968
- Purpuricenopsis Zajciw, 1968
- Purpuricenus Dejean, 1821
- Pygmodeon Martins, 1970
- Pyrestes Pascoe, 1857
- Pyrpotyra Santos-Silva, Martins & Clarke, 2010
- Pyrrhidium Fairmaire, 1864
- Pytheus Newman, 1840
- Quentinius Vives, 2013
- Quiacaua Martins, 1997
- Rachidion Audinet-Serville, 1834
- Ranqueles Gounelle, 1906
- Rashelapso Clarke, Martins & Santos-Silva, 2012
- Rejzekius Adlbauer, 2008
- Retrachydes Hüdepohl, 1985
- Rhabdoclytus Ganglbauer, 1887
- Rhadinomaeus Schmidt, 1922
- Rhagiomorpha Newman, 1840
- Rhagiomorpha Newman, 1840
- Rhaphuma Pascoe, 1858
- Rhinophthalmus Thomson, 1861
- Rhinotragus Germar, 1824
- Rhodoleptus Linsley, 1962
- Rhomboidederes Zajciw, 1963
- Rhopalessa Bates, 1873
- Rhopaliella Monné, 2006
- Rhopalizarius Schmidt, 1922
- Rhopalizida Jordan, 1894
- Rhopalizodes Schmidt, 1922
- Rhopalizus Thomson, 1864
- Rhopalomeces Schmidt, 1922
- Rhopalophora Audinet-Serville, 1834
- Rhopalophorella Linsley, 1942
- Rhysium Pascoe, 1866
- Rhytidodera White, 1853
- Rierguscha Viana, 1970
- Romulus Knull, 1948
- Ropalopus Mulsant, 1839
- Rosalia Audinet-Serville, 1833
- Rostroclytus Martins & Galileo, 2011
- Rusapeana Adlbauer, 1995
- Rusticoclytus Vives, 1977
- Salpinia Pascoe, 1869
- Saltanecydalopsis Barriga & Cepeda, 2007
- Saphanidus Jordan, 1894
- Saporaea Thomson, 1878
- Sarosesthes Thomson, 1864
- Sassandrioides Adlbauer, 2008
- Scalenus Gistel, 1848
- Scapanopygus Gounelle, 1913
- Scatogenus Quentin & Villiers, 1969
- Schizax LeConte, 1873
- Schizogaster Quentin & Villiers, 1969
- Schmidtiana Podaný, 1971
- Schwarzerium Matsushita, 1933
- Scituloglaucytes Breuning, 1970
- Sclethrus Newman, 1842
- Scolecobrotus Hope, 1833
- Scythroleus Bates, 1885
- Seabraellus Hüdepohl, 1985
- Seabraia Zajciw, 1958
- Seabriella Zajciw, 1960
- Sebasmia Pascoe, 1859
- Semanotus Mulsant, 1839
- Semiope Pascoe, 1869
- Semiphoracantha Vives & al., 2011
- Senorius Hüdepohl, 1992
- Sepaicutea Lane, 1972
- Serratobicon Holzschuh, 2009
- Sestyra Pascoe, 1866
- Seuthes Pascoe, 1869
- Sidellus McKeown, 1945
- Simocrysa Pascoe, 1871
- Simplexeburia Martins & Galileo, 2010
- Sinochroma Bentanachs & Drouin, 2013
- Sinoclytus Holzschuh, 1995
- Sinopachys Sama, 1999
- Skeletodes Newman, 1850
- Smaragdion Martins, 1968
- Smodicum Haldeman, 1847
- Solangella Martins, 1997
- Sophron Newman, 1842
- Sotira Pascoe, 1885
- Spathopygus Lacordaire, 1869
- Spathuliger Vinson, 1961
- Sphaenothecus Dupont, 1838
- Sphaerioeme Martins & Napp, 1992
- Sphaerion Audinet-Serville, 1834
- Sphaerionillum Bates, 1885
- Sphagoeme Aurivillius, 1893
- Sphallambyx Fragoso, 1982
- Sphallenopsis Fragoso, 1981
- Sphallenum Bates, 1870
- Sphalloeme Melzer, 1928
- Sphallopterus Fragoso, 1982
- Sphallotrichus Fragoso, 1982
- Sphecomorpha Newman, 1838
- Sphegoclytus Sama, 2005
- Sphingacestes Schmidt, 1922
- Spiniderolus Lepesme & Breuning, 1958
- Spiniphra Hayashi, 1961
- Spinoplon Napp & Martins, 1985
- Spintheria Thomson, 1861
- Steata Wang, 1995
- Steinheilia Lane, 1973
- Stenaspis Audinet-Serville, 1834
- Stenelaphus Linsley, 1936
- Stenhomalus White, 1855
- Stenobatyle Casey, 1912
- Stenobrium Kolbe, 1893
- Stenocentrus McKeown, 1945
- Stenochariergus Giesbert & Hovore, 1989
- Stenochroma Vives, Bentanachs & Chew, 2009
- Stenocoptoeme Adlbauer, 2005
- Stenodryas Bates, 1873
- Stenoeme Gounelle, 1909
- Stenoidion Martins, 1970
- Stenophantes Burmeister, 1861
- Stenopseustes Bates, 1873
- Stenopterus Illiger, 1804
- Stenosphenus Haldeman, 1847
- Stenygra Audinet-Serville, 1834
- Stenygrinum Bates, 1873
- Sternacanthus Audinet-Serville, 1832
- Sternangustum Jordan, 1894
- Sthelenus Buquet, 1859
- Stiphilus Buquet, 1840
- Stizocera Audinet-Serville, 1834
- Stratone Thomson, 1864
- Streptolabis Bates, 1867
- Striatoptycholaemus Lepesme & Breuning, 1956
- Stromatiodes Thomson, 1878
- Stromatium Audinet-Serville, 1834
- Strongylurus Hope, 1835
- Stultutragus Clarke, 2010
- Styliceps Lacordaire, 1869
- Styloxus LeConte, 1873
- Sudreana Adlbauer, 2006
- Sulcommata Peñaherrera & Tavakilian, 2003
- Sumatrochroma Vives, Bentanachs & Chew, 2007
- Susuacanga Martins, 1997
- Swaziphanes Adlbauer, 2002
- Sybilla Thomson, 1864
- Sydax Lacordaire, 1869
- Syllitosimilis Mckeown, 1938
- Syllitus Pascoe, 1859
- Synaptola Bates, 1879
- Tacyba Napp & Martins, 2002
- Tallyrama Martins, 1980
- Tamenes Gounelle, 1912
- Tanyochraethes Chemsak & Linsley, 1965
- Tanzaniphanes Adlbauer, 2007
- Taphos Pascoe, 1864
- Tapinolachnus Thomson, 1864
- Tapuruia Lane, 1973
- Tarsotropidus Schmidt, 1922
- Taurotagiella Bjørnstad, 2013
- Taurotagus Lacordaire, 1869
- Taygayba Martins & Galileo, 1998
- Teladum Holzschuh, 2011
- Telocera White, 1858
- Temnopis Audinet-Serville, 1834
- Teocchius Adlbauer & Sudre, 2003
- Teorotrium Fairmaire, 1901
- Teraschema Thomson, 1861
- Teratoclytus Zaitzev, 1937
- Terpnissa Bates, 1867
- Tessaromma Newman, 1840
- Tessaropa Haldeman, 1847
- Tethionea Pascoe, 1869
- Tethlimmena Bates, 1872
- Tetraibidion Martins, 1967
- Tetranodus Linell, 1896
- Tetraommatus Perroud, 1855
- Tetraopidion Martins, 1960
- Tetroplon Aurivillius, 1899
- Thalusia Thomson, 1864
- Thapsyrus Villiers, 1972
- Thaumasocerus Fairmaire, 1871
- Thaumasus Reiche, 1853
- Thecladoris Gounelle, 1909
- Thelgetra Thomson, 1864
- Thephantes Pascoe, 1867
- Thomasella Santos-Silva, Bezark & Martins, 2012
- Thompsoniana Podaný, 1971
- Thoracibidion Martins, 1960
- Thoris Pascoe, 1867
- Thouvenotiana Peñaherrera & Tavakilian, 2003
- Thranius Pascoe, 1859
- Thranodes Pascoe, 1867
- Thrichocalydon Bosq, 1951
- Thyellocerus Martins, 1976
- Thyrsia Dalman, 1819
- Tilloclytus Bates, 1885
- Tilloforma McKeown, 1945
- Tilloglomus Martins, 1975
- Tillomimus Dillon & Dillon, 1952
- Tillomorpha Blanchard in Gay, 1851
- Timabiara Napp & Mermudes, 2001
- Timbaraba Monné M. L. & Napp, 2005
- Tippmannia Monné, 2006
- Titurius Pascoe, 1875
- Tobipuranga Napp & Martins, 1996
- Tomentophanes Adlbauer, 2004
- Tomopterchasia Clarke, 2013
- Tomopteropsis Peñaherrera & Tavakilian, 2003
- Tomopterus Audinet-Serville, 1833
- Torneucerus Martins & Monné, 1980
- Torneutes Reich, 1837
- Torneutopsis Martins & Monné, 1980
- Trachelissa Aurivillius, 1912
- Trachelophanes Murray, 1870
- Trachyderes Dalman in Schönherr, 1817
- Trachyderomorpha Tippmann, 1960
- Trachylophus Gahan, 1888
- Tragidion Audinet-Serville, 1834
- Tragocerus Latreille, 1829
- Transvaalobrium Adlbauer, 2001
- Triacetelus Bates, 1892
- Tricheops Newman, 1838
- Tricheurymerus Zajciw, 1961
- Trichoferus Wollaston, 1854
- Tricholinopteridius Breuning & Villiers, 1958
- Trichomaeus Aurivillius, 1927
- Trichomesia Pascoe, 1859
- Trichophoroides Linsley, 1935
- Trichophyllarthrius Lepesme & Breuning, 1956
- Trichoplon Martins, 1967
- Trichopsathyrus Breuning, 1958
- Trichoxys Chevrolat, 1860
- Trichrous Chevrolat, 1858
- Trigonarthron Boppe, 1912
- Trimeroderus Fairmaire, 1896
- Trinophylum Bates, 1878
- Triodoclytus Casey, 1913
- Trirachys Hope, 1843
- Tristachycera Bates, 1872
- Tritocosmia Newman, 1850
- Tritocosmia Newman, 1850
- Tritomacrus Newman, 1838
- Tropicophanes Sama, 1991
- Tropidion Thomson, 1867
- Tropimerus Giesbert, 1987
- Tropis Newman, 1841
- Tropis Newman, 1841
- Tropocalymma Thomson, 1864
- Tsujius Ikeda, 2001
- Tsutsuia Hayashi, 1961
- Tsutsuia Hayashi, 1961
- Tuberorachidion Tippmann, 1953
- Tucanti Martins & Galileo, 2009
- Tumiditarsus Zajciw, 1961
- Turanium Baeckmann, 1922
- Turanoclytus Sama, 1994
- Turcmenigena Melgunov, 1894
- Turkaromia Danilevsky, 1993
- Tya McKeown, 1940
- Tylcus Casey, 1912
- Tylonotus Haldeman, 1847
- Tylosis LeConte, 1850
- Typhocesis Pascoe, 1863
- Uenobrium Niisato, 2006
- Uirassu Martins & Galileo, 2010
- Unabiara Napp & Martins, 2002
- Unachlorus Martins & Galileo, 2008
- Unaiuba Martins & Galileo, 2011
- Unatara Martins & Napp, 2007
- Uncieburia Martins, 1997
- Unxia Thomson, 1861
- Upindauara Napp & Martins, 2006
- Uracanthus Hope, 1833
- Urorcites Thomson, 1878
- Utopia Thomson, 1864
- Utopileus Schmidt, 1922
- Vandykea Linsley, 1932
- Varieras Villiers, 1984
- Vesperella Dayrem, 1933
- Vilchesia Cerda, 1980
- Villiersocerus Lepesme, 1950
- Vittatocrites Adlbauer, 2002
- Volxemia Lameere, 1884
- Votum Broun, 1880
- Wahn McKeown, 1940
- Weyrauchia Tippmann, 1953
- Xalitla Lane, 1959
- Xanthoeme Martins, 1980
- Xanthospila Fairmaire, 1884
- Xenambyx Bates, 1879
- Xenocompsa Martins, 1965
- Xenocrasis Bates, 1873
- Xenocrasoides Tavakilian & Peñaherrera, 2003
- Xenoderolus Sama, 2007
- Xenopachys Sama, 1999
- Xeranoplium Linsley, 1957
- Xestiodion Fragoso, 1981
- Xoanodera Pascoe, 1857
- Xoanotrephus Hüdepohl, 1989
- Xuthodes Pascoe, 1875
- Xylocaris Dupont in Audinet-Serville, 1834
- Xylocrius LeConte, 1873
- Xylotrechus Chevrolat, 1860
- Xystochroma Schmidt, 1924
- Xystoena Pascoe, 1866
- Xystrocera Audinet-Serville, 1834
- Xystroceroides Lepesme, 1948
- Yemenobrium Adlbauer, 2005
- Yementallyrama Adlbauer, 2007
- Ygapema Martins & Galileo, 2011
- Yorkeica Blackburn, 1899
- Yoshiakioclytus Niisato, 2007
- Zagymnus LeConte, 1873
- Zalophia Casey, 1912
- Zambiphanes Adlbauer, 2009
- Zamioeme Adlbauer, 2012
- Zamodes LeConte, 1873
- Zarina Fairmaire, 1898
- Zathecus Bates, 1867
- Zatrephus Pascoe, 1857
- Zegriades Pascoe, 1869
- Zelliboria Lane, 1951
- Zenochloris Bates, 1885
- Zimbabobrium Adlbauer, 2000
- Zoedia Pascoe, 1862
- Zonopteroides Podaný, 1968
- Zonopterus Hope, 1842
- Zonotylus Gahan, 1898
- Zoocosmius Fåhraeus, 1872
- Zoodes Pascoe, 1867
- Zorion Pascoe, 1867
- Zosterius Thomson, 1864
- Zygoferus Sama, 2008